# Stylomesus hexapodus
Stylomesus hexapodus är en kräftdjursart som beskrevs av Brokeland och Brandt 2004. Stylomesus hexapodus ingår i släktet Stylomesus och familjen Ischnomesidae. Inga underarter finns listade i Catalogue of Life.